# Castel Beseno
Das Castel Beseno erhebt sich im Trentino nahe Rovereto in der Gemeinde Besenello, Italien.

## Lage
Die Höhenburg liegt auf dem Felsenhügel, der das Etschtal und das Tal des Rio Cavallo überragt und umfasst eine Fläche von 1,6 Hektar. Sie ist damit die größte Befestigungsanlage der Region und diente der Überwachung des Lagertals und der Via Imperii, auf der die römisch-deutschen Könige zur Kaiserkrönung nach Rom zogen.
Sie hat eine annähernd dreieckige Form, wobei an einer Seite ein Turnierplatz vorgelagert ist. Die „Spitzen“ des Dreiecks werden durch Basteien gebildet, die der Abwehr der Feinde aus allen Richtungen dienten.

## Geschichte
Mittelalterlichen Ursprungs (erste schriftliche Erwähnungen im 12. Jahrhundert), einst Lehen derer von Beseno und dann derer von Castelbarco, wurde sie in den Anfängen des 16. Jahrhunderts von der Familie Trapp renoviert und ihr das gegenwärtige Aussehen einer Renaissance-Festung verliehen, wobei sie mit für den Einsatz von Feuerwaffen geeigneten Strukturen versehen wurde. Im Jahre 1972 wurden die eindrucksvollen Überreste in einer Schenkung an die Autonome Provinz Trient übertragen, die eine umfassende Restaurierung einleitete.
Als Außenstelle des Museums Schloss Buonconsiglio, Denkmäler und Sammlungen der Provinz, ist die Burg seit 1988 öffentlich zugänglich.